# Billy Martin (baseball)
Pour les articles homonymes, voir Alfred Martin, Martin et Billy Martin (homonymie).
Alfred Manuel « Billy » Martin (né le 16 mai 1928 à Berkeley et mort le 25 décembre 1989 à Johnson City) est un ancien joueur et entraîneur américain de baseball. Il fut entraineur de l'équipe des New York Yankees à cinq reprises. Il remporta deux championnats de la ligue américaine.